# هيرومي تسورو
هيرومي تسورو (鶴ひろみ تسورو هيرومي)‏ (29 مارس 1960 - 16 نوفمبر 2017)، ممثلة ومؤدية أصوات يابانية.

## أدوارها في الأنمي

### مسلسلات أنمي تلفزيونية
- دراغون بول - بولما، بيكولو الصغير
- دراغون بول Z - بولما، ترانكس الرضيع، بولا
- دراغون بول GT - بولما، بولا, والدة فيجيتا الابن
- دراغون بول كاي - بولما
- دراغون بول سوبر - بولما (الصوت الأول), تايتس، بولا
- رانما ½ - أوكيو كوؤنجي
- ترايجان - ميريل سترايف
- سيتي هنتر - كاثرين هيوارد
- غوست سويبر ميكامي - ريكو ميكامي
- لاف هينا - والدة شينوبو هايهارا
- ساموراي تشامبلو - شينو
- كيشين تايسن جيجانتيك فورميولا - ماريام أل أتراش
- يوغي GX - يوبيل
- سينت سيا - كاميليون جون، ميرميد ثيتيس
- كيماغوري أورينج رود - مادوكا أيوكاوا
- الإكسورسيست الأزرق - ميشيل

### أوفا أنمي
- غنمو سنكي ليدا - يوكو
- دراغون بول Z غايدن: خطة إبادة السايانز - بولما
- دراغون بول: خطة إبادة السوبر سايانز - بولما

### أفلام أنمي
- دراغون بول: لعنة روبيات الدم - بولما
- دراغون بول: الأميرة النائمة في قلعة الشر - بولما
- دراغون بول: المغامرة الغامضة - بولما
- دراغون بول Z: منطقة الموت - بولما
- دراغون بول Z: الأقوى في العالم - بولما
- دراغون بول Z: شجرة القوة - بولما
- دراغون بول Z: الزعيم سلاغ - بولما
- دراغون بول Z: برولي السوبر سايان الأسطوري - بولما
- دراغون بول Z: بوجاك متحرر - بولما
- دراغون بول Z: تجديد الدمج - بولما
- دراغون بول Z: غضب التنين - بولما
- دراغون بول: طريق القوة - بولما
- دراغون بول Z: معركة الخوارق - بولما
- دراغون بول Z: إعادة إحياء "F" - بولما
- رانما ½: معركة مخالفة القوانين - أوكيو كوؤنجي
- رانما ½: مهمة استعادة العروس - أوكيو كوؤنجي
- رانما ½: فريق رانما ضد الفنيق الأسطوري - أوكيو كوؤنجي
- ترايجان Badlands Rumble - ميريل سترايف
- يوغي: روابط تتخطى الزمن - يوبيل

## أدوارها في ألعاب الفيديو
- سلسلة ألعاب ميتال غير - ناومي هنتر
- ياكوزا 0 - رينا
- تيكن 3 - جوليا تشانغ
- دراغون بول Z: بودوكاي - بولما

## أدوارها في الدبلجة اليابانية
- السنافر - سنفورة

## وصلات خارجية
- هيرومي تسورو على موقع IMDb (الإنجليزية)
- هيرومي تسورو على موقع ألو سيني (الفرنسية)
- هيرومي تسورو على موقع ميوزك برينز (الإنجليزية)
- هيرومي تسورو على موقع ديسكوغز (الإنجليزية)
- هيرومي تسورو على موقع قاعدة بيانات الفيلم (الإنجليزية)
- هيرومي تسورو على موقع كينوبويسك (الروسية)
- هيرومي تسورو على موقع ANN person (الإنجليزية)